# Lyby kyrka
Lyby kyrka i Lyby kallas även Sankt Annas kyrka. Kyrkan tillhör Hörby församling i Lunds stift.

## Kyrkobyggnaden
Kyrkan är byggd på 1100-talet med ornament i granit men förändrades kraftigt under 1800-talet.
1854 förlängdes kyrkan mot öster och fick ett tresidigt kor. Korsarmar åt norr och söder samt ett kyrktorn byggdes till 1879. Gamla tornet revs 1860. Det nya kyrktornet uppfördes av byggmästare N. Andersson i Malmö som redan 1878 ville få in anbud på 80.000 prima murtegel för bygget att fritt levereras vid kyrkan senast i maj 1879. Nya värmeugnar sattes upp i kyrkan i december 1896.
1899 togs en del äldre inventarier fram som undanstoppats efter kyrkorenoveringen 1854. Bland annat den antika predikstolen och altaret som skulle renoveras. Även en vapensköld för Clas Sparre på Söderton letades fram. Senare togs även en del äldre bilder fram ur gömmorna som restaurerades 1901 och uppsattes i kyrkan. Initiativtagare för att detta skedde var kyrkoherde Evald Åkeson-Lundegård. Genom en officiell testamentsgåva på 2.000 kronor av f. d. nämndeman Nils Olsson i Norrtou, som fortfarande levde, att användas till kyrkans förskönande, kunde arbetena med renoveringarna av predikstolen och altaret igångsättas och även inköptes 5 ljuskronor med olika stort antal ljuspipor och större och mindre kandelabrar. Även anslogs 100 kronor till kyrkogårdsinhägnadens förbättring. Nämndeman Olsson avled nyårdagen 1903, 81 år. I december 1901 anslogs 3.000 kronor för fullbordande av bestämd större restaurering i kyrkan. Även ett större lån upptogs. Sommaren 1903 skulle dessa arbeten i kyrkan komma igång. Av inkomna anbud valdes byggmästaren Johannes Olssons (1862-1957) i Hörby som var på 6.300 kronor. Vid en auktion i juni 1903 försåldes 6000 tegelsten och kyrkans urtagna gamla brädgolv och bänkar. Under tiden hölls gudstjänsterna i Hörby kyrka. Kyrkans grundliga inre renovering var färdig i december 1903.

## Inventarier
- En av kyrkans sevärdheter är dopfunten i huggen sandsten från 1200-talet.
- Predikstolens äldsta delar är från 1624. Troligen tillverkades den av tyske konstnären Statius Otto.
- Altartavlan är liksom predikstolen från 1624 och har samma historik som predikstolen.

### Orgel
- 1762 byggde Christian Fredrik Hardt, Malmö en orgel.
- 1856 byggde Johan Magnus Blomqvist, Virestad socken, en orgel med 10 stämmor.
- Den nuvarande orgeln byggdes 1912 av Eskil Lundén, Göteborg  och är en pneumatisk orgel. Orgeln har fasta kombinationer. Fasaden är från 1856 års orgel. Den blev avsynad och godkänd 29 juni 1912 och provspelad av direktör Nils Peter Norlind från Lund. Pedalen var lånad vid tillfället.[8]

| Huvudverk I  | Svällverk II      | Pedal         | Koppel |
| Borduna 16´  | Rörflöjt 8´       | Subbas 16´    | I/P    |
| Principal 8´ | Salicional 8'     | Violoncell 8´ | II/P   |
| Gedackt 8´   | Voix Céleste 8'   |               | II/I   |
| Gamba 8'     | Violin 4'         |               |        |
| Oktava 4'    | Crescendosvällare |               |        |
| Trumpet 8'   |                   |               |        |